# Crocodylus thorbjarnarsoni
Espèce
Crocodylus thorbjarnarsoni est une espèce fossile de crocodiles qui a vécu dans le bassin du Turkana (Kenya) au Pliocène et au Pléistocène. 

## Description
Crocodylus thorbjarnarsoni pourrait être le plus grand crocodile connu, le plus grand crâne trouvé indiquant une longueur totale possible allant jusqu'à 7,6 m. Il s'agissait peut-être d'un prédateur des premiers hominidés et était étroitement lié à Crocodylus anthropophagus qui vivait à la même époque en Tanzanie.
Il se distingue des autres crocodiles par son museau large. Il possède de petites crêtes sur les os préfrontaux devant les yeux, une caractéristique également observée chez certains individus du crocodile du Nil. Les os squamosaux forment des crêtes le long des côtés du toit crânien, semblables aux crêtes de C. anthropophagus, mais beaucoup plus petites. Comme ce dernier, ses narines s'ouvrent légèrement vers l'avant plutôt que directement vers le haut.
Le plus grand crâne de C. thorbjarnarsoni trouvé (référencé KNM-ER 1682) mesure 85 cm du bout du museau à l'arrière de la table crânienne. En comparaison, le plus grand crâne connu d'un Crocodylus vivant est celui d'un crocodile marin, mesurant 76 cm. Selon une analyse de régression pour Crocodylus, cela correspond à une longueur totale comprise entre 6,2 m et 6,5 m, mais de telles analyses ont montré qu'elles sous-estiment la taille des individus très grands d'environ 20 %, ce qui signifie qu'il aurait pu mesurer jusqu'à 7,6 m.

## Systématique
Le nom valide complet (avec auteur) de ce taxon est Crocodylus thorbjarnarsoni Brochu (d) & Storrs (d), 2012.

### Étymologie
Son épithète spécifique, thorbjarnarsoni, lui a été donnée en l'honneur de John Thorbjarnarson (en) (1957-2010), zoologiste et écologiste américain qui a œuvré à la protection des crocodiliens en voie de disparition.

### Publication originale
- (en) Christopher A. Brochu et Glenn W. Storrs, « A giant crocodile from the Plio-Pleistocene of Kenya, the phylogenetic relationships of Neogene African crocodylines, and the antiquity of Crocodylus in Africa », Journal of Vertebrate Paleontology, États-Unis, vol. 32, no 3,‎ 2012, p. 587-602 (ISSN 0272-4634, e-ISSN 1937-2809, DOI 10.1080/02724634.2012.652324, lire en ligne, consulté le 28 septembre 2024).